# Abimbola Fashola
Abimbola Fashola, née le 6 avril 1965, est une journaliste nigériane et ancienne première dame de l'État de Lagos,.

## Biographie

### Origines et éducation
Abimbola Emmanuela Fashola naît le 6 avril 1965 dans la ville  d'Ibadan, capitale de l'État d'Oyo, au sud-ouest du Nigeria. Après une formation en secrétariat, elle obtient un certificat en informatique à l'Université de Lagos.

### Carrière
En 1987, elle commence sa carrière comme journaliste stagiaire au Daily Sketch avant ses services au British Council. En 2006, elle y démissionne, à la suite de la candidature de son mari Babatunde Fashola au poste de gouverneur de Lagos,.

### Vie privée
Fille d'Adenusi Adeojo, premier directeur nigérian de Texaco au Nigeria. Elle se marie à l'homme politique Babatunde Fashola, et de leur union ressortent deux enfants.